# エルティーンコミック
『エルティーンコミック』（エルティーンcomic）は、近代映画社が発行していた日本の月刊ティーンズラブ漫画雑誌。A4判変形・中綴じ。
1995年に『エルティーン』の増刊として発刊され、1998年に独立創刊する。2001年には増刊として『エルティーンcomicプチもも』（後に独立創刊・2005年休刊）の刊行を開始するなどしたが、2005年4月に刊行を終了しA5判・平綴じの『上級恋愛ミント』へとリニューアルした。
主に中学高校生を対象とした誌面構成で読者からの体験談を基に再構成した漫画や読者からの人生相談コーナー等があった。